# Carpathonesticus galotshkai
Carpathonesticus galotshkai là một loài nhện trong họ Nesticidae.
Loài này thuộc chi Carpathonesticus. Carpathonesticus galotshkai được miêu tả năm 1993 bởi Evtushenko.